# Kuiduo
Kuiduo (kinesiska: 魁多乡, 魁多) är en socken i Kina. Den ligger i provinsen Sichuan, i den sydvästra delen av landet, omkring 340 kilometer sydväst om provinshuvudstaden Chengdu. Antalet invånare är 5 360. Befolkningen består av 2 486 kvinnor och 2 874 män. Barn under 15 år utgör 29,0 %, vuxna 15-64 år 64 %, och äldre över 65 år 5,0 %.
Genomsnittlig årsnederbörd är 1 381 millimeter. Den regnigaste månaden är juni, med i genomsnitt 330 mm nederbörd, och den torraste är januari, med 3 mm nederbörd.